# Relações entre China e Mianmar
As relações entre China e Myanmar são as relações diplomáticas estabelecidas entre a República Popular da China e a Repúbica da União de Myanmar. Ambos são vizinhos, com uma extensão de 2.185 km na fronteira entre os dois países.
China e Myanmar mantêm relações bilaterais ativas entre si. No entanto, recentemente, as relações entre China e Mianmar enfrentaram alguns problemas devido aos recentes conflitos em curso com os rebeldes étnicos chineses e Tatmadaw perto da fronteira, bem como às recentes hostilidades birmanesas contra os chineses.
A relação entre China e Myanmar, embora muito mais próxima e mais quente do que as relações com o outro vizinho da China no Sudeste Asiático, o Vietnã, também enfrenta dificuldades devido aos efeitos de supostas armadilhas da dívida patrocinadas pela China, e militantes apoiados pela China nos territórios do norte de Myanmar.

## História
O território de Myanmar, anteriormente denominado de Birmânia, ganhou a sua independência da Grã-Bretanha em 1948, e o Partido Comunista Chinês fundou a República Popular da China em 1949. Os dois estados, nascidos quase ao mesmo tempo, estabeleceram relações diplomáticas em 1950 e assinaram um tratado de fronteiras em 1960. Para a China, que atualmente ainda se encontra envolvida em uma disputa de fronteiras com a Índia, Myanmar foi o primeiro país com o qual resolveu de forma amigável uma disputa em suas fronteiras.
Estas relações calorosas mudaram drasticamente na década de 1960. Em 1962, o exército, liderado pelo general Ne Win, derrubou o governo civil em um golpe. Então, a Revolução Cultural começou na China em 1966, e a exportação da revolução comunista tornou-se um pilar da política externa de Pequim.
A China forneceu dinheiro e armas ao Partido Comunista da Birmânia, o maior grupo armado antigovernamental em Myanmar na época, e as relações entre a China e o governo militar de Myanmar se deterioraram. Em 1967, quando um grande motim anti-chinês estourou em Yangon, os dois países convocaram os embaixadores um do outro.
A situação começou a melhorar quando, após o fim da Revolução Cultural da China em 1976, Deng Xiaoping visitou Myanmar em sua primeira viagem ao exterior para restaurar as relações, reduzindo o apoio ao Partido Comunista Birmanês.
Em 1988, um protesto pró-democracia estourou em Myanmar, e Aung San Suu Kyi, que havia retornado do Reino Unido para cuidar de sua mãe doente, apareceu na esfera política. Quando o governo Ne Win reprimiu os protestos e milhares de pessoas foram mortas, o exército deu um "golpe interno" para derrubar o regime e dar continuidade ao regime militar.
A China foi o primeiro país a aprovar a junta militar de Myanmar, porém a própria China também sofreu fortes críticas do Ocidente por esmagar os protestos da Praça Tiananmen, em 1989. Para a China, ter relações mais estreitas com Myanmar, que se encontrava em uma posição semelhante à de seu país, tinha um significado estratégico.
Quando os Estados Unidos e a Europa endureceram as sanções econômicas contra Myanmar, após 1997, a China, que emergiu como uma potência econômica, apoiou Myanmar como um grande investidor e importador. A junta militar sobreviveu, então, às sanções ocidentais devido ao auxilio da China.